# Andropogon chrysostachyus
Andropogon chrysostachyus är en gräsart som beskrevs av Ernst Gottlieb von Steudel. Andropogon chrysostachyus ingår i släktet Andropogon och familjen gräs.
Artens utbredningsområde är Etiopien. Inga underarter finns listade i Catalogue of Life.